# Körösény
Körösény (szlovákul: Krušinec) község Szlovákiában, az Eperjesi kerület Sztropkói járásában.

## Fekvése
Sztropkótól 3 km-re északra, a Hocsai-patak partján fekszik.

## Története
1551-ben említik először, a 16. században ruszinokkal telepítették be. A makovicai uradalomhoz tartozott. Templomáról 1601-ből származik az első adat.
A 18. század végén Vályi András így ír róla: „Orosz falu Sáros Várm. földes Ura G. Szirmai Uraság, lakosai ó hitűek, fekszik a’ Makovitzai Uradalomban, határja közép termékenységű, és könnyű mivelésű, legelje, fája van.”
Fényes Elek 1851-ben kiadott geográfiai szótárában így ír a faluról: „Krussinecz, Sáros vm. orosz falu, a makoviczi urad., Sztropkó fil., 5 romai, 186 g. kath., 6 zsidó lak.”
1920 előtt Sáros vármegye Felsővízközi járásához tartozott.

## Népessége
| Év:            | 1994. | 2004.    | 2014.   | 2024.   |
| -------------- | ----- | -------- | ------- | ------- |
| Emberek száma: | 212   | 254      | 258     | 235     |
| Eltérés:       |       | +19,81 % | +1,57 % | -8,91 % |

| Év:            | 2023. | 2024.   |
| -------------- | ----- | ------- |
| Emberek száma: | 233   | 235     |
| Eltérés:       |       | +0,85 % |

1910-ben 94, túlnyomórészt ruszin lakosa volt.
2001-ben 241 lakosából 234 szlovák volt.
2011-ben 277 lakosából 209 szlovák.

## Nevezetességei
Görögkatolikus temploma a 17. század elején épült.